# ارگلندر (دهانه)
ارگلندر یک دهانه برخوردی در ماه است.

## دهانه‌های اقماری
این دهانه ۵ دهانه اقماری دارد.
| Argelander | عرض جغرافیایی | طول جغرافیایی | قطر          |
| ---------- | ------------- | ------------- | ------------ |
| A          | ۱۶٫۵° S       | ۶٫۸° E        | ۹٫۰ کیلومتر  |
| C          | ۱۶٫۳° S       | ۵٫۷° E        | ۴٫۰ کیلومتر  |
| B          | ۱۵٫۵° S       | ۵٫۱° E        | ۶٫۰ کیلومتر  |
| D          | ۱۷٫۶° S       | ۴٫۴° E        | ۱۱٫۰ کیلومتر |
| W          | ۱۶٫۷° S       | ۴٫۲° E        | ۱۹٫۰ کیلومتر |